# Cire d'abeille
La cire d'abeille est la cire naturelle particulière sécrétée par les abeilles à miel. Elles l'utilisent pour construire les rayons de leur ruche afin d'y stocker le miel, le pollen et leur couvain.
Chimiquement, la cire d'abeille se compose principalement d'esters d'acides gras et de divers alcools à longue chaîne.

## Histoire
L'utilisation de la cire d'abeille est attestée dès la fin du VIe millénaire av. J.-C., notamment sur le site archéologique de Dikili Tash.
Mis à part la cire des abeilles à dard, la cire des abeilles sans dard, les meliponini ou mélipones a aussi été utilisée historiquement. La cire noire de cette abeille fut aussi utilisée par les enfants et d'autres pour modeler des figures humaines et animales grotesques.

## Description

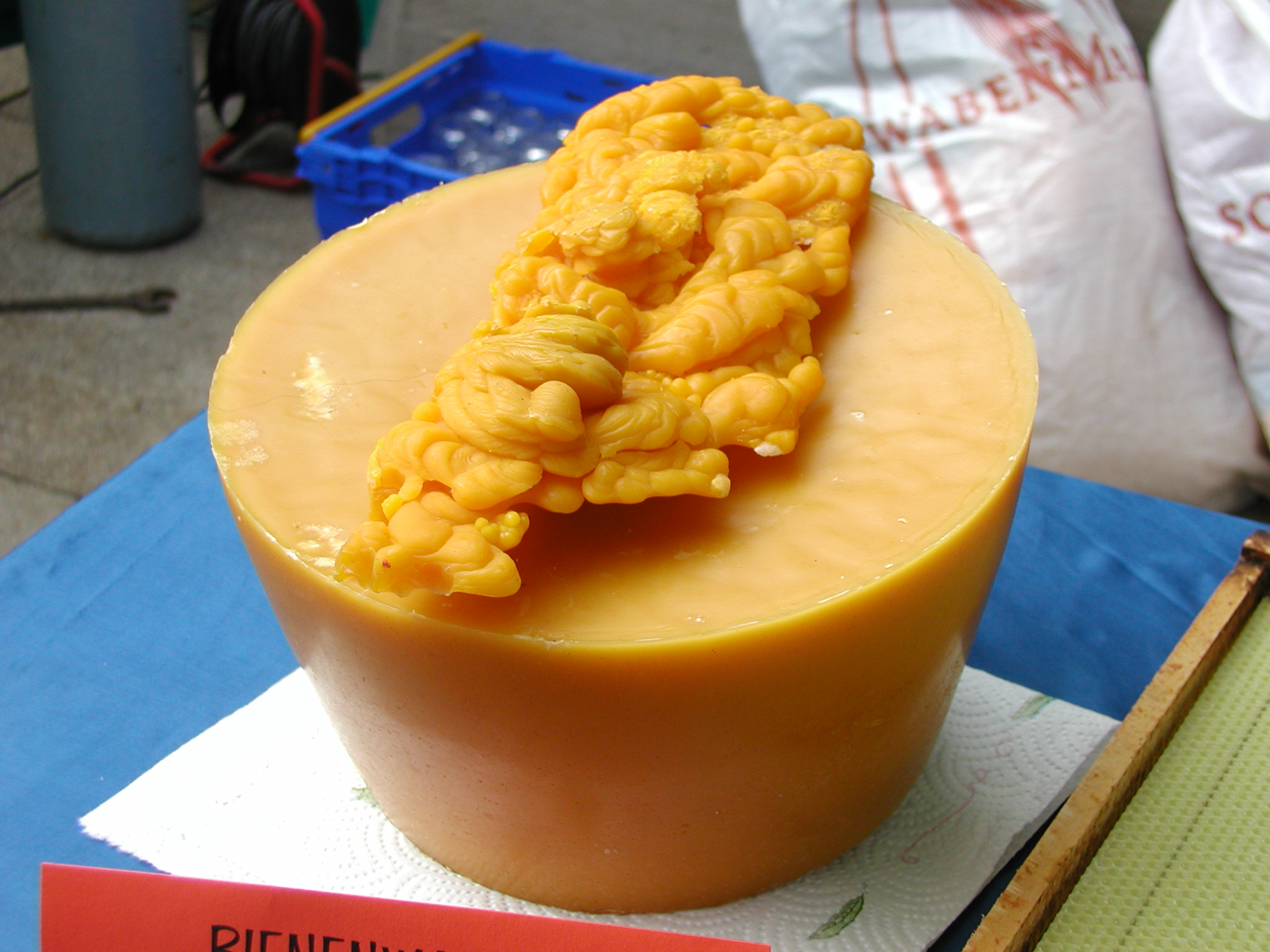
Cire d'abeille.

La cire d'abeille (nom scientifique : cera alba) est réalisée à partir des écailles blanches et transparentes qui apparaissent à l'ouverture des quatre paires de glandes cirières situées sous l'abdomen de l'abeille.
La nouvelle cire est d'abord limpide et incolore, devenant opaque après la mastication et l'adultération avec le pollen par les abeilles ouvrières de la ruche. En outre, la cire devient progressivement plus jaune ou brune par l'incorporation d'huiles de pollen et de propolis. Les écailles de cire ont une largeur d'environ 3 mm et une épaisseur de 0,1 mm, et environ 1100 sont nécessaires pour former un gramme de cire.
Pour que les abeilles cirières sécrètent de la cire, la température ambiante dans la ruche doit être de 33 à 36 °C. Les cirières consomment 8 kg de miel pour pouvoir produire 1 kg de cire mais ce kilo de cire permettra ensuite de bâtir assez d'alvéoles pour contenir 27 kilos de miel.
« Étrange sueur presque aussi blanche que la neige et plus légère que le duvet d'une aile », dont la production se réalise par une augmentation de température « au plus profond de la foule » agglomérée en un cône (Maurice Maeterlinck, La vie des abeilles, livre III, chap 12 et 13).

## Extraction

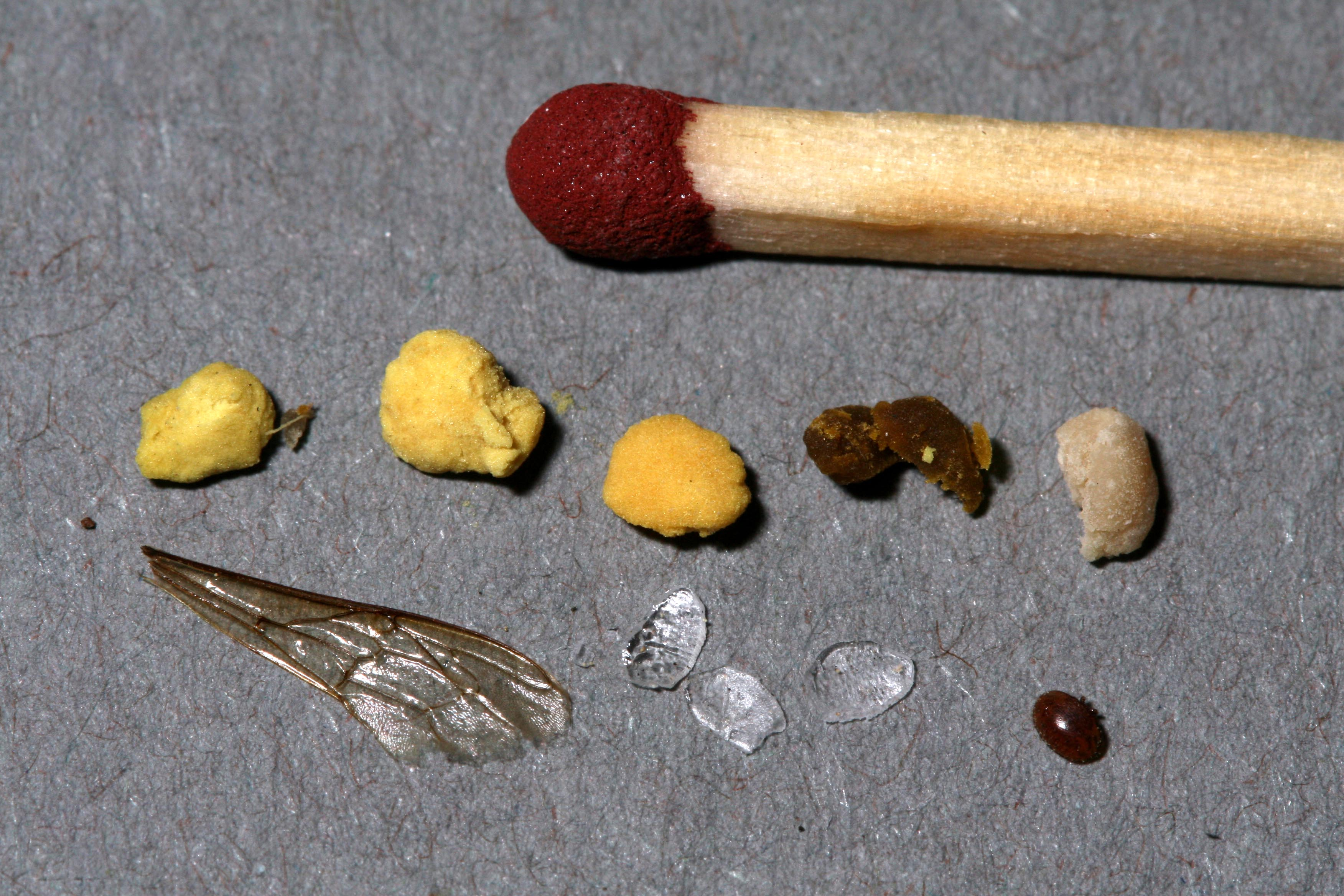
Parmi divers éléments pouvant être trouvés dans une ruche, écailles de cire d'abeille telle que produite par l'abeille (écailles blanches au milieu de la rangée inférieure).

Les résidus de cire issus d'opercules ayant été produits par les abeilles dans l'année sont réputés produire une plus belle cire que celle, plus vieille, issue des cadres.
La cire d'abeille (notamment celle des opercules) est récupérée par les apiculteurs par fusion à 64 °C par différents moyens :
- avec un cérificateur (électrique ou solaire) ou d'un four solaire[8] qui permet de séparer la cire de ses impuretés et de ses résidus de miel.
- par chauffage au bain-marie dans l'eau ou en mettant des bouts de cire directement dans de l'eau, ce qui permettra de nettoyer les cires noircies avec le temps. On fait chauffer l'eau et la cire jusqu'à ce que toute la cire ait fondu (en remuant régulièrement). La cire fondant à 64 °C, il est inutile de faire bouillir l'eau car la cire trop chauffée devient cassante et perd son élasticité. On laisse refroidir le mélange d'eau et de cire jusqu'à solidification de la cire. Lorsqu'on démoule, on a 3 phases : la cire solide au-dessus ; de l'eau "sale" en dessous ; et entre les 2, une phase d'impuretés non solubles (dont la propolis, des bouts d'abeilles, de la poussière, etc. ), qu'on gratte pour l'éliminer (certains s'en servent pour piéger les essaims qui sont attirés par l'odeur de la cire). Il est recommandé de recommencer la procédure 2 ou 3 fois avec la cire ainsi récupérée, pour la purifier de plus en plus. Attention, la cire sera difficile à nettoyer sur les outils et vêtements utilisés pendant son filtrage.

Pour pouvoir être recyclée en cire gaufrée dans une ruche, seule la cire d'opercules fraîche peut être utilisée car elle est encore vierge de toutes pollutions. En effet, la cire est un corps gras qui retient beaucoup de molécules. En recyclant la vieille cire des rayons, on garderait des molécules toxiques (coumaphos, tau-fluvalinate, etc) pour les abeilles.
Pour l'utilisation en bougie ou autre, on peut stériliser à 130 °C pendant 20 minutes. Attention à ne pas dépasser les 180 °C, température d'évaporation et risque d'inflammation de la cire d'abeille.

## Utilisation
La cire d'abeille est comestible, en raison de sa toxicité négligeable similaire aux cires végétales. Elle est approuvée comme additif alimentaire dans la plupart des pays, ainsi que dans l'Union européenne sous le numéro E901. Cependant, les monoesters de cire de la cire d'abeille sont mal hydrolysés dans les intestins humains (et d'autres mammifères), de sorte qu'ils ont une valeur nutritive insignifiante. La cire est utilisée par exemple comme revêtement pour le fromage. L'étanchéification à l'air limite sa détérioration (croissance des moisissures).
L'encaustique est un produit constitué de cire d'abeille et d'essence de térébenthine. Il est utilisé pour la protection et le lustrage de finition de nombreux matériaux comme les meubles, les parquets, les cadres en bois. 
La peinture à l'encaustique est une technique artistique utilisant des couleurs délayées dans de la cire d'abeille fondue, employée à chaud.
La cire d'abeille est une cire de qualité alimentaire. Elle est utilisée pour la fabrication de beeswax wrap, un emballage alimentaire réutilisable constitué d'une toile textile de coton fusionnée à de la cire d'abeille, la rendant souple, étanche, auto-adhérente et adapté au contact alimentaire.

## Caractéristiques
| Composition typique de la cire | Pourcentage |
| hydrocarbures                  | 14 %        |
| monoesters                     | 35 %        |
| diesters                       | 14 %        |
| triesters                      | 3 %         |
| hydroxy monoesters             | 4 %         |
| hydroxy polyester              | 8 %         |
| acide d'esters                 | 1 %         |
| acide de polyesters            | 2 %         |
| acides                         | 12 %        |
| alcool                         | 1 %         |
| non identifié                  | 6 %         |

La cire d'abeille peut se conserver très longtemps. Sa transformation est simple, un procédé de chauffage et de filtrage suffit à préparer la cire, qui peut être vendue en petits morceaux sans protection particulière. Toutefois ce procédé simple n'assure pas que la cire soit dénuée d'impuretés : en effet, la cire d'abeille présente une forte affinité pour les polluants industriels et les pesticides.

## Production mondiale
| 1964 | 1969 | 1974 | 1979 | 1984 | 1989 | 1994 | 1999 | 2004 | 2009 | 2013 |
| ---- | ---- | ---- | ---- | ---- | ---- | ---- | ---- | ---- | ---- | ---- |
| 30   | 37   | 41   | 44,5 | 47,5 | 47   | 52   | 57,5 | 60   | 60,6 | 64,8 |

## Pollutions des cires d'abeilles
La pollution des cires d'abeilles est un phénomène avéré qui affecte la santé des colonies d'abeilles et la qualité des produits de la ruche. La cire, en raison de sa nature lipophile, a tendance à accumuler divers contaminants au fil du temps. Ces pollutions peuvent avoir des origines variées, incluant les traitements apicoles, les pesticides agricoles et les polluants environnementaux.

### Sources de contamination
Les principales sources de contamination de la cire d'abeille sont :
- Résidus de médicaments vétérinaires

Il s'agit principalement des acaricides utilisés par les apiculteurs pour lutter contre le parasite Varroa destructor. Des molécules comme le tau-fluvalinate et le coumaphos sont fréquemment retrouvées dans les cires, parfois à des concentrations préoccupantes. Ces substances peuvent persister et s'accumuler dans la cire des cadres, même après le recyclage et le gaufrage.
- Pesticides agricoles

Les abeilles peuvent ramener à la ruche des résidus de pesticides (insecticides, fongicides, herbicides) présents dans l'environnement lorsqu'elles butinent. Ces substances, transportées via le pollen, le nectar ou l'eau, s'incorporent ensuite à la cire. Des études ont montré que plus de 98% des échantillons de cire peuvent être contaminés par au moins un résidu de pesticide.
- Polluants environnementaux

Des métaux lourds (comme le plomb et le cadmium) et d'autres polluants industriels peuvent également contaminer la cire, bien que cela soit généralement moins documenté que les résidus de pesticides.
- Adultération

Bien que distincte de la pollution involontaire, l'adultération de la cire d'abeille par l'ajout de substances moins coûteuses (paraffine, graisses animales ou végétales) peut introduire des composés indésirables et modifier les propriétés de la cire.

### Effets sur les abeilles
La contamination de la cire expose les abeilles, en particulier le couvain, à un contact direct et prolongé avec ces substances toxiques. Les effets nocifs avérés et documentés incluent :
- Augmentation de la mortalité du couvain

Des larves peuvent mourir ou présenter des retards de croissance.
- Problèmes de développement

Des retards de croissance des abeilles, un allongement du temps de développement larvaire (ce qui peut favoriser la reproduction du varroa) ont été observés.
- Affaiblissement de la colonie

La contamination peut entraîner une augmentation générale de la mortalité des colonies et une sensibilité accrue aux pathogènes.
- Problèmes liés à la reine

Des difficultés de ponte ou une acceptation moindre des reines peuvent survenir.
- Comportement altéré

Les abeilles peuvent refuser de bâtir sur des cires fortement contaminées, ou présenter des constructions désordonnées.
La quasi-totalité des cires analysées, y compris celles disponibles dans le commerce, présentent des traces de résidus chimiques. L'élimination complète de ces contaminants lors du processus de recyclage de la cire s'avère actuellement très difficile, voire impossible. Des recherches sont en cours pour mieux définir les seuils toxicologiques de référence pour les contaminants dans la cire et pour développer des indicateurs de risque. La gestion de la qualité de la cire est donc un enjeu sanitaire et économique majeur pour la filière apicole.